# 真空管

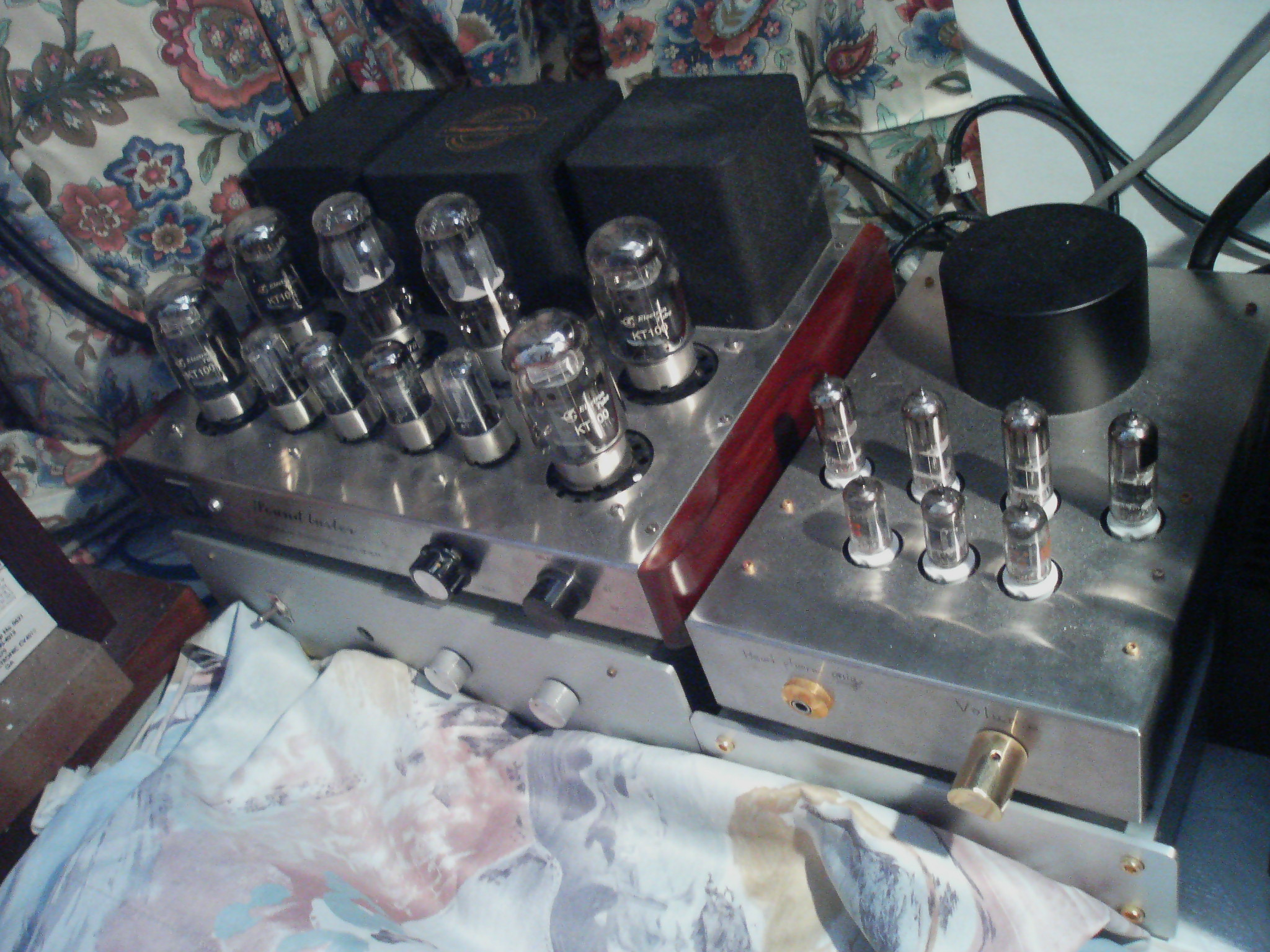
真空管音響

真空管（英語：Vacuum Tube）是一種在電路中控制電子流動的電子元件。參與工作的電極被封裝在一個真空的容器內（管壁大多為玻璃），因而得名。在中国大陆，真空管則會被稱為「電子管」。英式英语称为“热离子阀”（thermionic valve），美式英语中简称为tube。电子工业早期年代，在香港和廣東省，真空管會被稱作「膽」。一般來說真空管內都是真空。但隨著發展也不一定：有充气震盪管、充氣穩壓管及水银整流管。

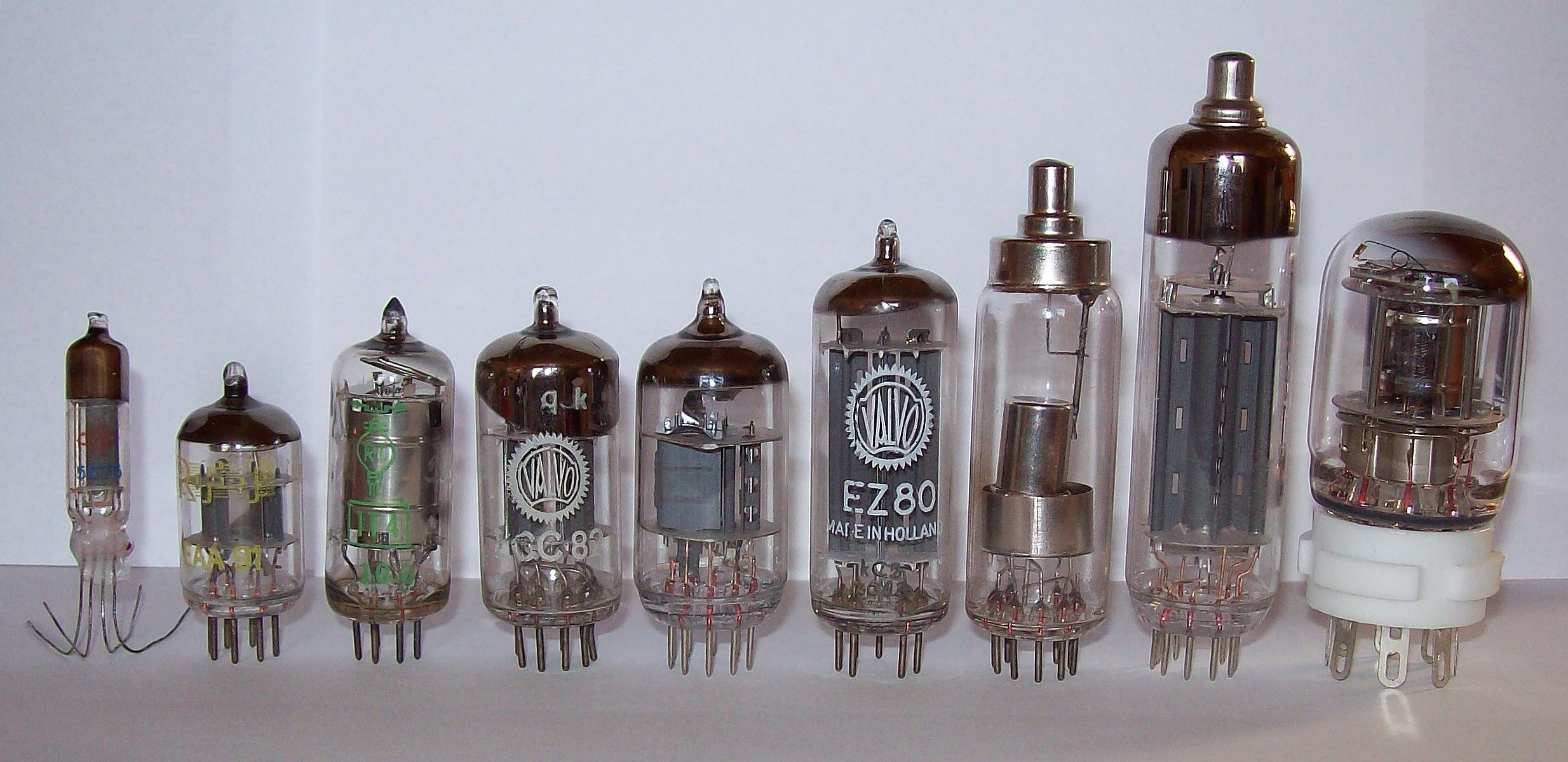
热发射真空管，大多为微型，有些带有顶盖连接，可实现更高电压

真空管外形为一个抽空的玻璃或金属管壳，内部包含电极并通过引脚与外部电路连接。热离子管或热离子阀类型的真空管通过热阴极的热发射来实现基本的电子学功能，例如信号放大和电流的整流。而非热离子类型的真空管，如光电管，则通过光电效应实现电子发射，用于探测光线或测量光强。无论哪种类型，电子均是在管内的电场作用下从阴极加速至阳极。

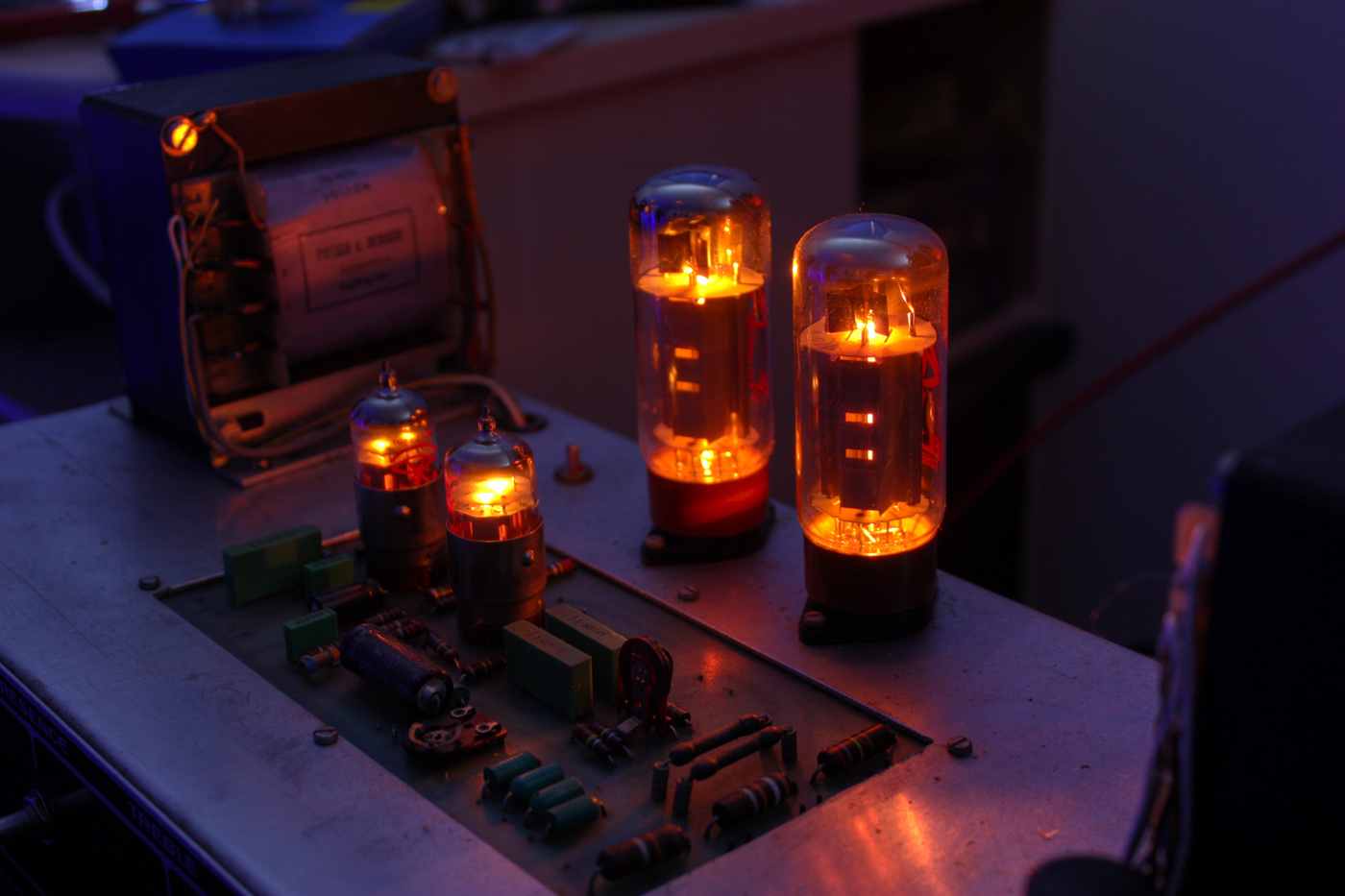
用于音频功率放大器的工作中的电子管，发热的阴极发出红橙色光芒

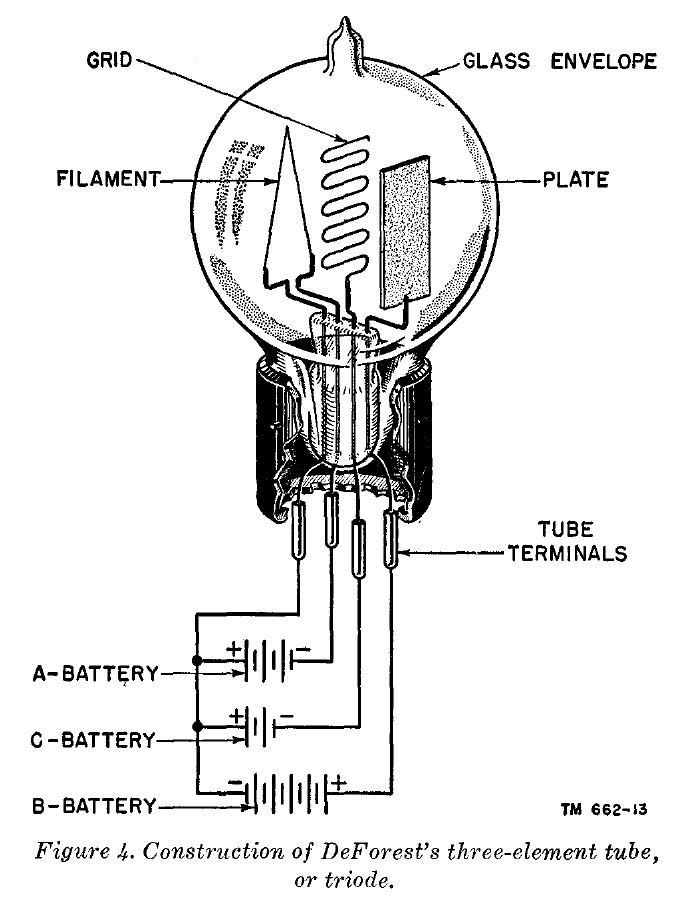
原始型三极管真空管示意图，以及典型的直流电操作电势极性。图中未绘出串联在电源电路中的电阻或电感等阻抗元件

第一种也是最简单的真空管是二极管，又称弗莱明阀，由约翰·安布罗斯·弗莱明于1904年发明。该器件仅包含一个加热的电子发射阴极与一个阳极，电子只能单向流动（从阴极至阳极），因此得名“阀”（类似于只允许水流单向流动的机械装置）。若在管内加入一个或多个控制栅极，即可构成三极管、四极管等，使得阴阳极之间的电流可由栅极电压控制，从而具备放大和整流电信号的能力。加入更多栅极（例如七极管）可使不同电极间输入的信号实现混频。
这些器件在20世纪上半叶成为电子电路的核心组件，对广播、电视、雷达、聲音錄製和再現、远程电话通信网络以及模拟和早期数字计算机的发展至关重要。虽然在部分应用中，早期已有诸如火花隙发射器、晶体检波器用于无线电，或机械计算机和机电计算机用于计算，但热离子真空管的发明使这些技术得以普及实用，并开创了电子学这一学科。
在二十世紀中期前，因半導體尚未普及，基本上當時所有的電子器材都使用真空管，形成了當時對真空管的需求。但在半導體技術的發展普及和平民化下，真空管因成本高、不耐用、體積大、效能低等原因，最後被半導體取代了。但是可以在音響擴大機、微波爐及人造衛星的高頻發射機看見真空管的身影；許多音響特別使用真空管是因為其特殊音質，在音響界、老舊的真空管常與最新的數位IC共存。另外，像是電視機與電腦陰極射線管顯示器內的阴极射线管以及X光機的X射线管等則是屬於特殊的真空管。
對于大功率放大（如百万瓦电台）及衛星（微波大功率）而言，大功率真空管及行波管仍是唯一的選擇。對于高頻電焊機及X射线机，它仍是主流器件。

## 歷史

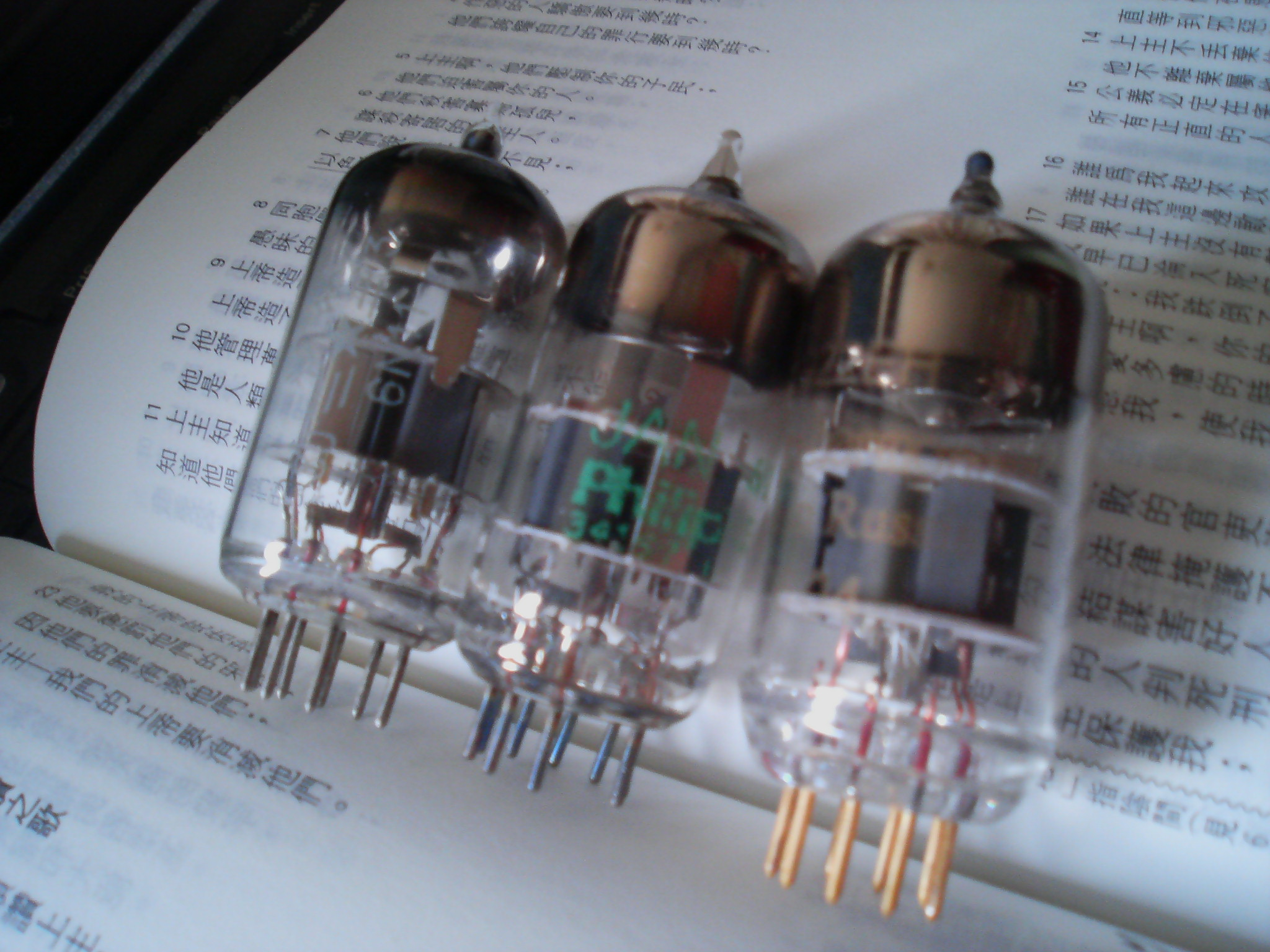
常用的6922雙三極真空管

真空管的歷史可溯自改良燈泡的商人湯瑪斯·愛迪生。1880年某日，他好奇地在燈泡中多放了一個電極，且灑了點箔片，結果發現了奇特的現象：第三極通正電時，箔片毫無反應；但通負電時，箔片隨即翻騰漂浮。當時愛迪生不知道此現象的起由，但由於他不經意的發現，這個現象後來被稱為愛迪生效應。一直到1901年，歐文·理查森提出定律，說明電子的激發態引起箔片漂浮，後更以此拿到1928年的諾貝爾物理獎。接著約翰·弗萊明在1904年發展出二極管，李·德佛瑞斯特更在1907年作出第一個三極管。

## 結構
真空管具有發射電子的阴极（K）和工作時通常加上高压的阳极或稱屏極（P）。燈絲(F)是一種極細的金屬絲，而電流通過其中，使金屬絲產生光和熱，而去激發陰極來放射電子。柵極（G）它一定置於陰極與屏極之間。柵極加電壓是抑制電子通過柵極的量，所以能够在阴极和阳极之间对电流起到控制作用。

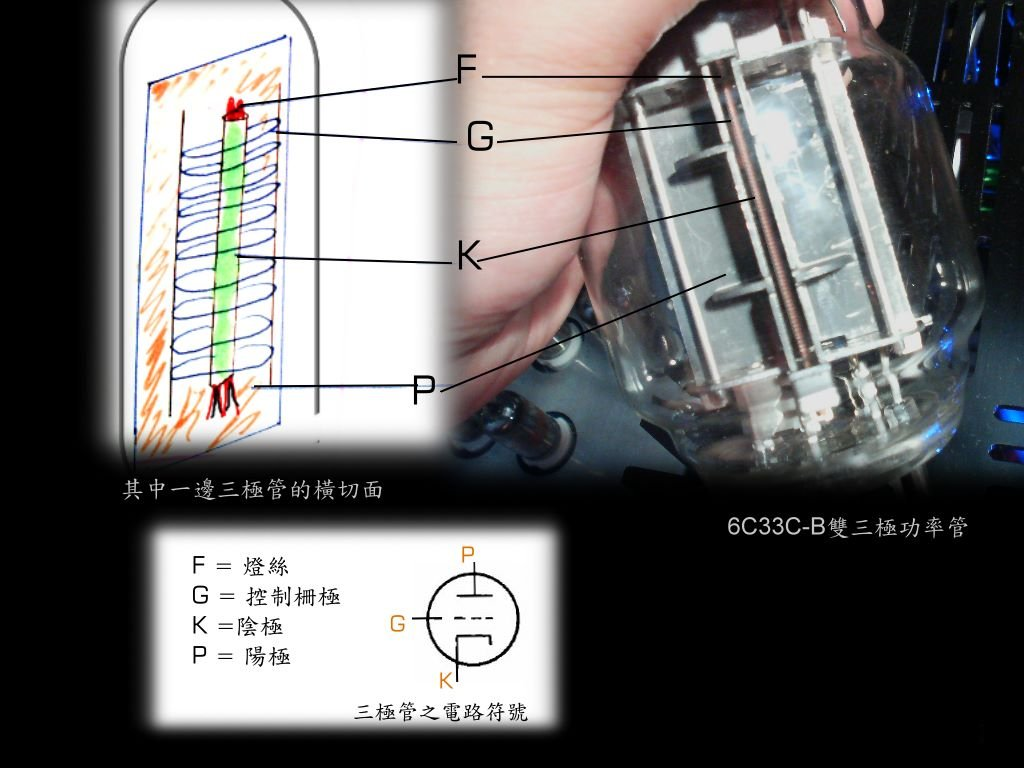
三極真空管之主要結構
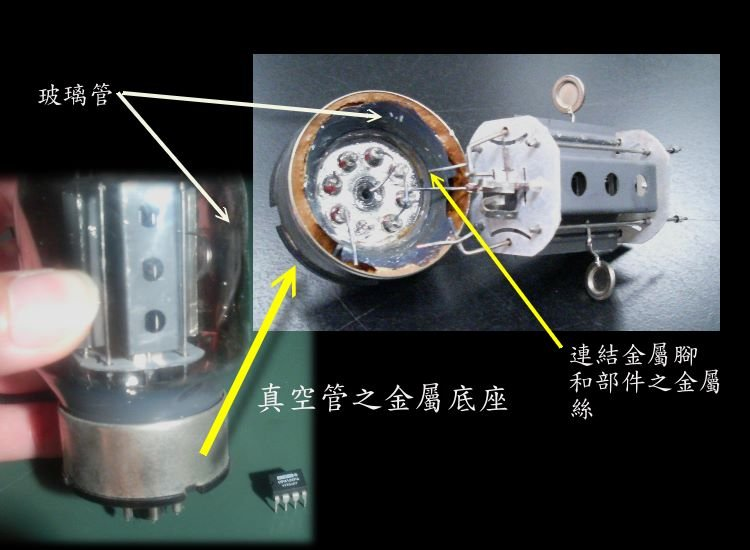
真空管之底座結構

為保持管內的真空狀態，真空管中設有一物件，稱為除氣劑。一般由鋇、鋁、鎂等活潑金屬合金製成。在抽出管中空氣後，將管中各元件及除氣劑加熱至紅熱，這樣就可以吸收管內電極所含之氣體。利用一圍繞管子之高頻電磁場而使除氣劑迅速升華，除氣劑就吸收管子中的氣體。在反應過後，玻璃管內壁積存銀色的除氣劑披覆層。若把管體的玻璃管打破或漏氣時，玻璃管內壁積存銀色的除氣劑便會退色，同時也表示該真空管不能被使用。

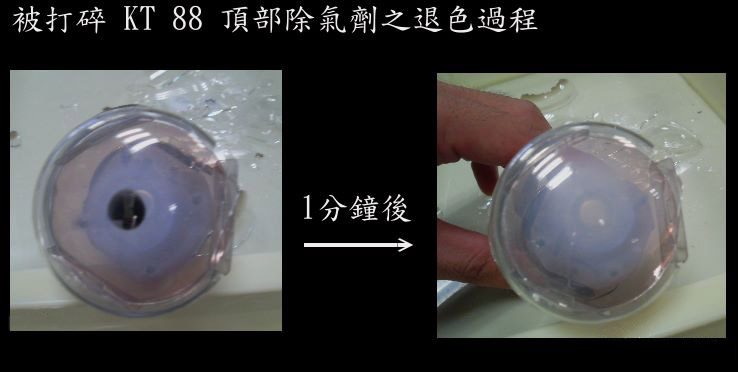
玻璃管內壁除氣劑退色之過程
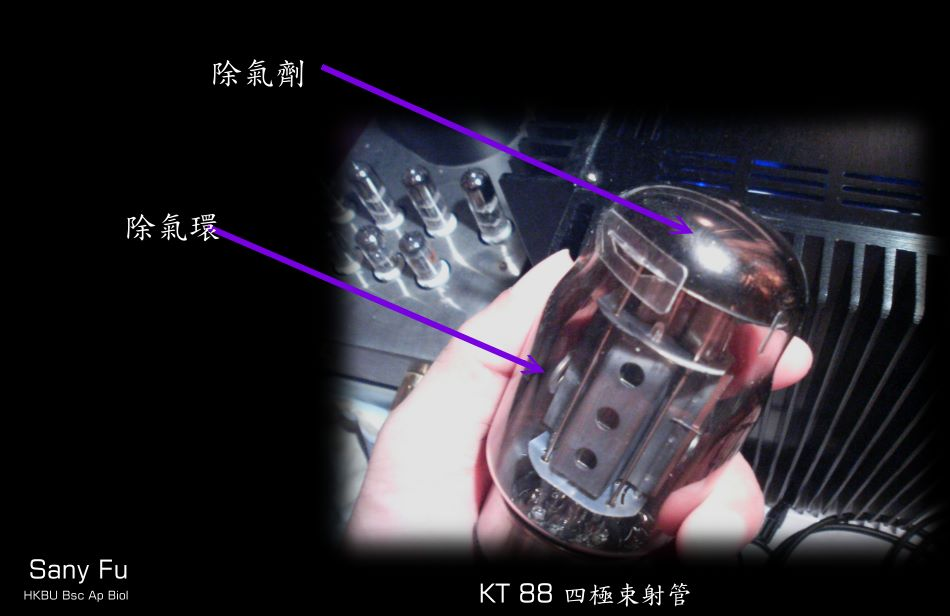
除氣環

## 運作原理
多極的真空管（如：三、四、五...極管）由二極管演變而來，它們的基本結構和原理是相同的。

### 二極管
如图中所示，

真空二極管運作原理

1. 将加热电压加于真空二极管的灯丝之上，将阴极加热至红热，从而使阴极的电子被激发（因此灯丝和阴极发出红光）。
2. 相较于阳极，阴极有更多的电子处于较高能量的激发态。因此，电子更容易被从阴极发射。
3. 当阴极接在电源的负极，阳极接在电源的正极时，两极间的电势差形成电场，使得阴极的电子跳跃至阳极。与之相反，若电势差的方向逆转，电子无法轻易地离开阳极跳跃至阴极。
4. 移动的电子形成电流。因为电子只能从阴极移至阳极，所以工作中的真空二极管具有单向导电性。

### 三極管

三極管運作原理

在真空二极管的基础上，三极管在阴极和阳极之间添加了一个栅极。通过在栅极和阳极间加上栅极电压，可以使栅极带上负电荷。由于电荷同性相斥，通过改变栅极的电场强度，就可以改变电子通过栅极的流量，从而起到放大作用。

### 抽真空

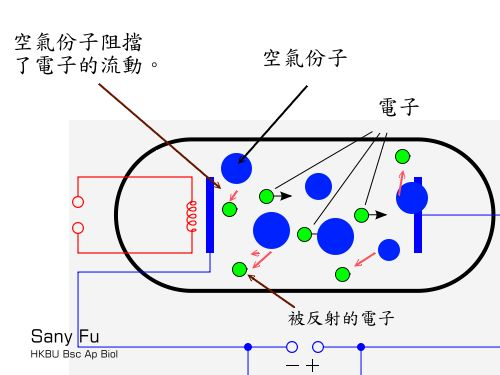
管內有空氣之示意圖

電子在於其放射過程中，因會與空氣中之組成分子相撞而產生阻力，因此電子經由如空氣之類的介質來移動的話，將會比在真空狀態來的困難，所以若想輕鬆的達成電子放射之移動過程，需將產生電子放射及電子收集之各項元件，也就是燈絲、陰極、柵極、屏極等封裝於玻璃管內，且將其內部成為真空狀態，才能使電子之放射動作達成最高效率。若然真空度不足，會因為被陰極射出的電子擊打管中的空氣，令空氣的原子被激發至激態發出紅光，並嚴重影響真空管之工作表現。另一方面電子打到玻璃也會產生藍光並產生二次電子反射噪音。

## 分類

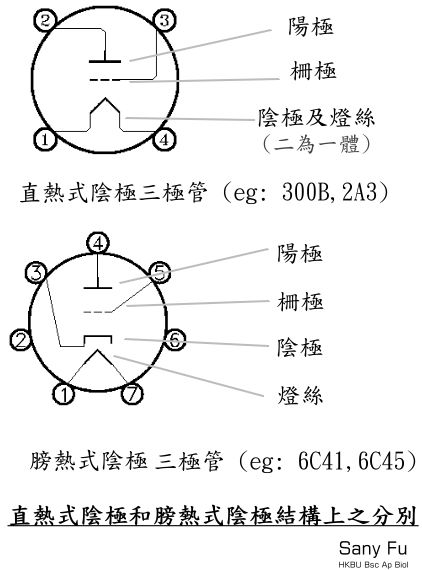
直熱式及旁熱式構造比較

### 依加熱方式
真空管可被分為2大類別，分別是直熱式和旁熱式。直熱式真空管是較早誕生的。它有一個致命的缺點，就是陰極容易受到燈絲的溫度而改變特性。當燈絲電壓變動時，或以交流電供應燈絲時，陰極呈現在不穩定的狀態下。旁熱式真空管作工相對較穩定。由於金屬套筒的體積與儲熱量遠遠大於傳統的燈絲，因此即使燈絲暫時的溫度變動，甚至暫時幾秒鐘的停止加熱，金屬板的溫度變化改變有限，這也就是為什麼某些擴大機關機之後，它還能唱十多秒的主要原因，是因為灯丝未冷却且電源供應部分有大容量電容器內部餘電未放完。

### 依容器結構分類
大部份市售的真空管，其管壁為玻璃製。而軍用等特殊型式則為金屬製及为超高频而制的瓷质金属壳的大空电子管。
按玻璃形態可分為S管（大茄子）、ST管、G形管（大葫蘆）、GT管（直棒子）、自鎖管、MT管（花生管）、米型管、燈塔管、橡實管等。

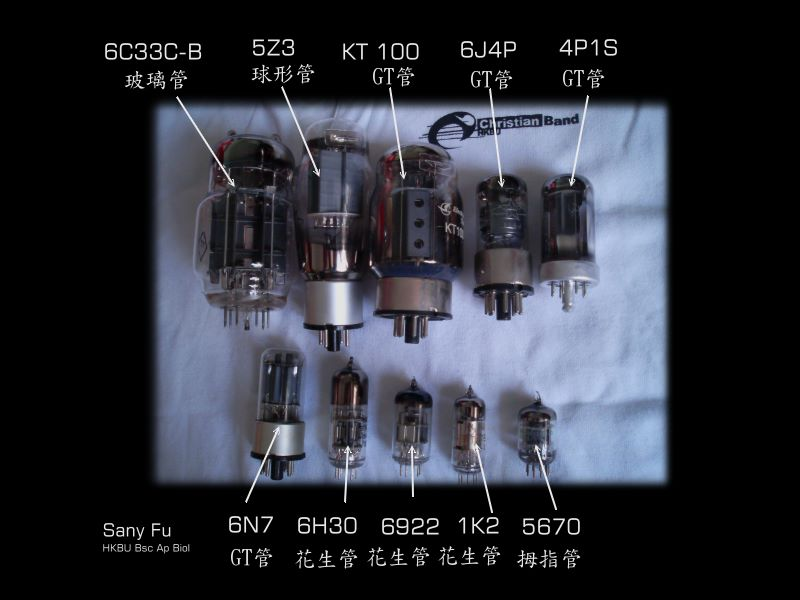
同外型的玻璃真空管
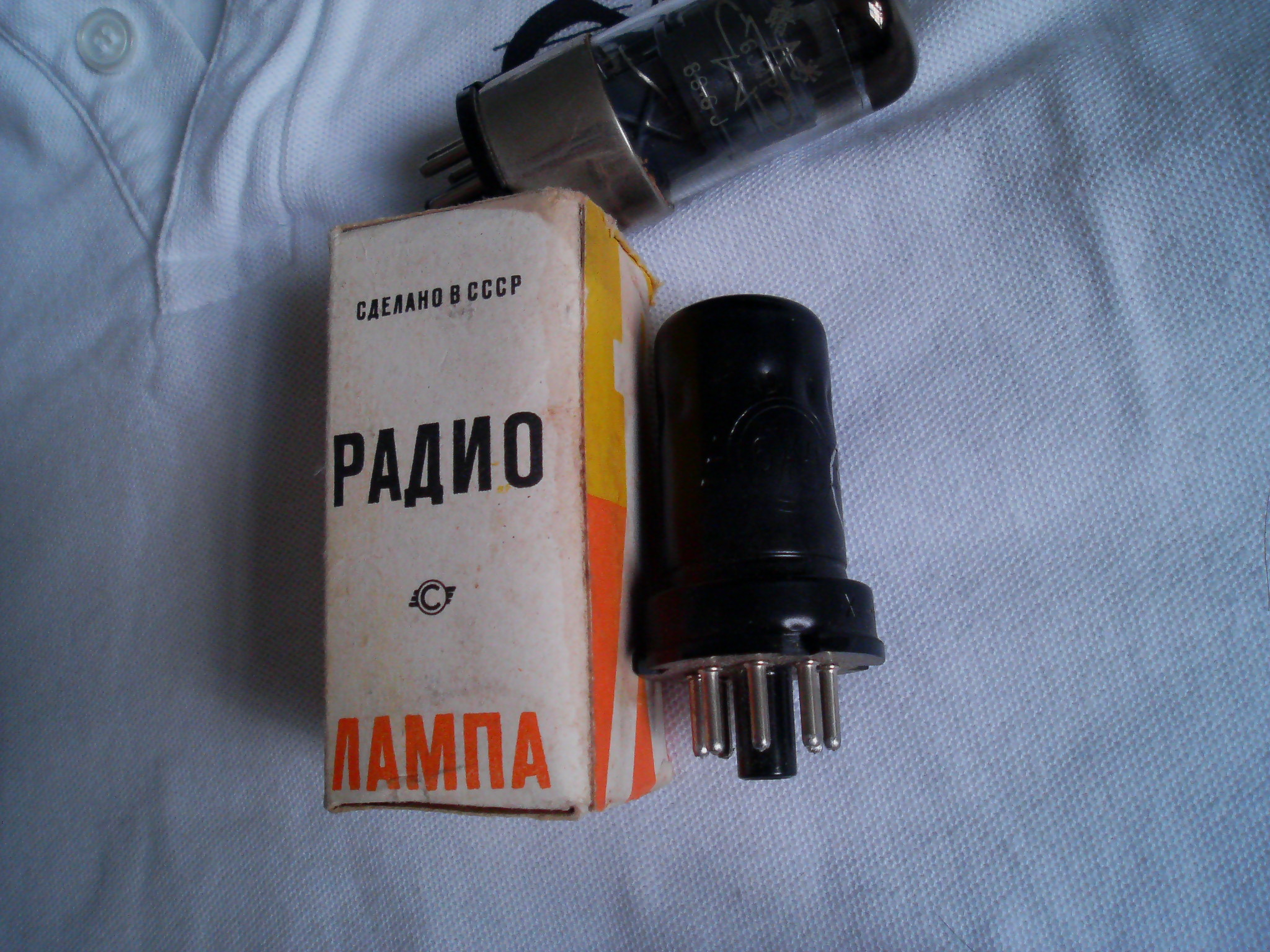
鐵殼軍規6Ж4真空管

### 依結構及用途區分

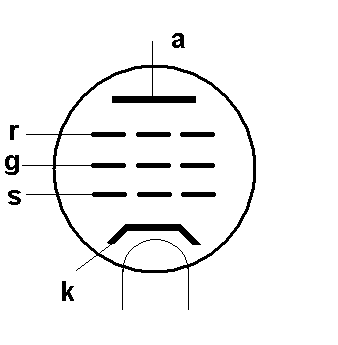
五極管
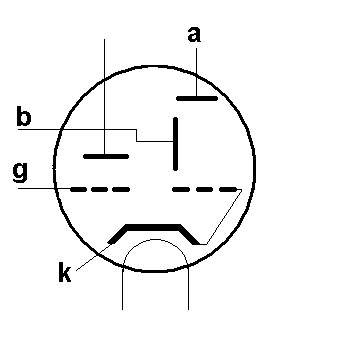
複合管

真空管可被分為二极管、三极管、四极管、束射四极管、五极管及複合管等很多種類別。依用途區分及常見的型號：
- 整流用二極管：12F、81、35W4、25M-K15、5MK9
- 整流用雙二極管：80、5Z3、5AR4、5U4、6X4、5Y3、83、82
- 水银蒸汽整流管。
- 冷阴极充气稳压管: WY-1
- 檢波用二極管：6AL5、EAA91、6H6
- 調諧指示管：6E1、6E2、6E5、1E2、EM80、EM81
- 电视显像管
- 静电显示管
- 蓋革計數管
- 光电管
- 星光倍加显像管
- 摄像管
- 磁控管（微波爐及雷達用）
- 行波管（雷達及衛星用）21111
- 電壓放大用三極管：6C4
- 双二极三极检波放大管：6AV6、6SQ7
- 電壓放大用双三極管：12AX7、12AU7、12AT7、12BH7A、6DJ8、6SN7
- 功率放大用三極管：45、WE300B、2A3、211、845、8045G
- 功率放大用双三極管：6336A、6080
- 功率放大用集射四極管：UY-807、KT88、6L6、6V6
- 遥截止電壓放大用五極管：6BA6、6BD6、6267、6SK7
- 锐截止电压放大用五极管：6AU6、6SJ7、6AK5
- 双二极五极检波放大管：6B8
- 功率放大用五極管：47、6F6、6CA7、6BQ5、6550、6AR5、42、30A5、50C5
- 變頻用七極管：6SA7、6BE6
- 六极变频管：6L7
- 变频用三极六极管：6U1
- 八极变频管：AK2
- 九极比例检波管：6BE9
- 發射用三極管：3-500Z、3-1000Z
- 發射用四極管：4CX250B
- 發射用五極管：6146B、S2001A
- 旁熱式雙三極小信號管：6922、ECC88、6DJ8
- 直熱式三極功率管

## 外部連結
- Réalisation 3 : un lampemètre (part 1) （页面存档备份，存于） - (FR) How to build a vacuum tube tester.
- Shuguang and Psvane Vacuum Tubes | Psvane & Shuguang audio tubes - 当前在线生产的中国管
- How vacuum tubes really work （页面存档备份，存于） - Thermionic emission and vacuum tube theory, using introductory college-level mathematics.
- The Vacuum Tube FAQ （页面存档备份，存于） - FAQ from rec.audio
- The invention of the thermionic valve. Fleming discovers the thermionic (or oscillation) valve, or 'diode'.
- Tubes Vs. Transistors （页面存档备份，存于） : Is There An Audible Difference? - 1972 AES paper on audible differences in sound quality between vacuum tubes and transistors.
- The Virtual Valve Museum （页面存档备份，存于）
- 輔助設計軟體及真空管線性資料軟體